# 5774 Ratliff
5774 Ratliff eller 1989 NR är en asteroid i huvudbältet som upptäcktes 2 juli 1989 av den amerikanske astronomen Eleanor F. Helin vid Palomar-observatoriet. Den är uppkallad efter Nicholas P. Ratliff.